# Ferien vom Krieg
Ferien vom Krieg – Dialoge über Grenzen hinweg ist ein seit 1994 bestehendes Projekt, das friedenspädagogische Freizeiten für Jugendliche aus den Ländern des ehemaligen Jugoslawien und Dialogseminare mit jungen Menschen aus Israel und Palästina durchführt. Initiator und Träger ist das Komitee für Grundrechte und Demokratie. Bis 2013 haben über 21.000 Jugendliche aus dem ehemaligen Jugoslawien und über 1.600 junge Erwachsene aus Israel und Palästina, darunter auch Frauengruppen, an den Begegnungen teilgenommen.
„Ferien vom Krieg“ änderte seinen Projektnamen im Jahr 2023 zu „Wi.e.dersprechen – Dialoge über Grenzen hinweg“.

## Entstehung und Struktur
Ferien vom Krieg wurde 1994 von Hanne und Klaus Vack, Gründungsmitgliedern im Komitee für Grundrechte und Demokratie, initiiert. Von 1996 bis 2013 lag die Koordination bei Helga Dieter, seit 2013 liegt sie bei Brigitte Klaß, Tessa Pariyar und Katharina Ochsendorf. Die Geschäftsstelle ist in Köln.
Das gemeinnützige Projekt wird ausschließlich durch private Spenden finanziert und zum Teil durch ehrenamtliches bürgerschaftliches Engagement organisiert. Dies gilt vor allem für die Mitarbeiter der Partnerorganisationen, die die friedenspolitischen Inhalte der Seminare maßgeblich selbst bestimmen und durchführen.

## Aktivitäten

### Ehemaliges Jugoslawien
Auf dem Gebiet des ehemaligen Jugoslawien organisierte das Komitee für Grundrechte und Demokratie erstmals 1994, noch während der Kriege, „Ferien vom Krieg“ am Mittelmeer für Flüchtlings- und Waisenkinder aus Notunterkünften, damit sie sich körperlich und seelisch erholen konnten. Heute arbeitet Ferien vom Krieg im ehemaligen Jugoslawien in zwei Projekten mit unterschiedlichen Schwerpunkten.
- Bei der Arbeit mit Jugendlichen aus Bosnien-Herzegowina, Serbien und Kroatien stehen neben den Erstbegegnungen in Form von gemeinsamen Ferien vor allem die Nachfolgeaktivitäten der Teilnehmer im Vordergrund, die diese in unterschiedlichen Städten aller drei Länder überwiegend selbst organisieren. Gerade in ethnisch faktisch geteilten Städten wie Gornji Vakuf-Uskoplje in Bosnien-Herzegovina treten sie gemeinsam auf oder initiieren Friedensmärsche. Besondere Aufmerksamkeit erregte ein Video, in dem ehemalige Teilnehmer das Lied Samo da rata ne bude („Nur dass es keinen Krieg gibt“, 1987) des serbischen Sängers Dorde Balasevic singen und szenisch darstellen.[2] Das Video wurde innerhalb weniger Stunden über 65.000 mal angeklickt und in über 129 Internetforen sowie der überregionalen Presse diskutiert.

- Ferien vom Krieg engagiert sich auch im Kosovo und ermöglicht gemeinsame Freizeiten für Jugendliche der albanischen Mehrheit sowie der serbischen und Roma-Minderheit aus der Stadt Rahovec im Kosovo.

### Israel und Palästina
Seit 2002 lädt Ferien vom Krieg in Zusammenarbeit mit lokalen Partnerorganisationen mehrmals jährlich junge Erwachsene aus Israel und Palästina (Westbank) zu zweiwöchigen Dialogseminaren nach Deutschland ein. In von israelischen und palästinensischen Moderatoren angeleiteten Seminaren bearbeiten sie die jeweils eigene Betroffenheit durch den Nahostkonflikt, inklusive der kollektiven Leidensgeschichte der einen und der anderen Seite, und sie lernen die „fremde Sicht“ auf die Konfliktgeschichte kennen. Dabei werden kritische Themen wie der Siedlungsbau, der Bau der Sperranlage, Selbstmordattentate auf israelische Zivilisten, sowie der Krieg in Gaza 2008/09, auch bezeichnet als Operation Gegossenes Blei oder die zweite Intifada, bewusst nicht ausgespart.
Inzwischen gibt es in den Heimatregionen, unterstützt von Ferien vom Krieg, immer mehr Folgetreffen, Projekte und Gruppen, die über die Grenzen hinweg ihre Erfahrung weiter vermitteln. Weiter findet ein jährliches Frauenseminar statt, in dem neben dem Konflikt auch die Rolle der Frauen in beiden Gesellschaften thematisiert wird.
Wiederholt wurden auch Ferienspiele in den Sommerferien für jeweils 150 Kinder in Nablus und Gaza (Stadt) organisiert.

## Auszeichnungen
- Mount Zion Award (Jerusalem, 2003, für die Partnerorganisation Breaking Barriers)
- Stuttgarter Friedenspreis (2003)
- taz Panter Preis (Preis der Leserinnen 2005 für Koordinatorin Helga Dieter)
- Erich-Mühsam-Preis (2007)
- Julius-Rumpf-Preis der Martin-Niemöller-Stiftung (2010)[3]
- 3. Platz beim internationalen Anna-Lindh-Preis (2011)[4]
- Peter-Becker-Preis für Friedens- und Konfliktforschung der Universität Marburg (2012)